# Куп Словеније у фудбалу
Куп Словеније у фудбалу (Покал НЗС), под тренутним називом Покал Словеније (пре овога Покал Хервис), словенско је куп такмичење у фудбалу. Игра се у организацији Фудбалског савеза Словеније (НЗС).

## Систем такмичња
У куп такмичењу од такмичарске сезоне 2005/06. учествује укупно 31 клуб, по следећем систему такмичења.
Такмичење почињр 20 екипа на нивоу међуопштинских фудбалских савеза (МНЗ) које су право на такмичење избориле у претходном такмичењу за куп МНЗ. Те екипе одиграју први круг, победници се пласирају у други круг. У прва два круга Фудбалски савез приликом жребања има могућност регионалног распоређивања. Две екипе из истог МНЗ не могу да се састану између себе у првом кругу. Екипе играју по једну утакмицу у месту одигравања које се одређује жребом.
У 3. кругу се петорици клубова победника из другог клуба прикључује 10 клубова Прве лиге Словеније у фудбалу и клуб који је у претходној сезони испао из Прве лиге. Даље такмичење наставља 16 клубова по куп систему да осам победника игра у 4. кругу, од којих четири клуба иду у полуфинале. У 3. и 4. кругу клубови играју између себе по једну утакмицу, а домаћин зависи од жреба.
За разлику од осталих кругова, екипе само у полуфиналу играју две утакмице. У финалу Купа се од сезоне 2004/05. игра само једна уткмица на терену који одреди Извршни одбор Фудбалског савеза Словеније.

## Победници
| Сезона  | Победник         | Резултат       | Финалиста           |
| 1991/92 | Марибор Браник   | 0-0 [ 4-3 пен] | Олимпија Љубљана    |
| 1992/93 | Олимпија Љубљана | 2-1            | Публиким Цеље       |
| 1993/94 | Марибор Браник   | 0-1 / 3-1      | Мура                |
| 1994/95 | Мура             | 1-1 / 1-0      | Публикум Цеље       |
| 1995/96 | Олимпија Љубљана | 1-0 / 1-1      | Приморје Ајдовшћина |
| 1996/97 | Марибор Браник   | 0-0 / 3-0      | Приморје Ајдовшћина |
| 1997/98 | Рудар Велење     | 3-0 / 1-2      | Приморје Ајдовшћина |
| 1998/99 | Марибор Браник   | 3-2 / 2-0      | Олимпија Љубљана    |
| 1999/00 | Олимпија Љубљана | 1-2 / 2-0      | Коротан Преваље     |
| 2000/01 | ХИТ Горица       | 0-1 / 4-2      | Олимпија Љубљана    |
| 2001/02 | ХИТ Горица       | 4-0 / 2-1      | Алумимиј Кидричево  |
| 2002/03 | Олимпија Љубљана | 1-1 / 2-2      | Публикум Цеље       |
| 2003/04 | Марибор          | 4-0 / 3-4      | Дравоград           |
| 2004/05 | Публиким Цеље    | 1-0            | Горица              |
| 2005/06 | Копар            | 1-1 [5-3 пен]  | Публикум Цеље       |
| 2006/07 | Копар            | 1-0            | Марибор             |
| 2007/08 | Интерблок        | 2-1            | Марибор             |
| 2008/09 | Интерблок        | 2-1            | Копар               |
| 2009/10 | Марибор          | 3-2 (п.п)      | Домжале             |
| 2010/11 | Домжале          | 4-3            | Марибор             |
| 2011/12 | Марибор          | 2-2 [3-2 пен]  | Публикум Цеље       |
| 2012/13 | Марибор          | 1-0            | Публикум Цеље       |
| 2013/14 | ХИТ Горица       | 2-0            | Марибор             |
| 2014/15 | Копар            | 2-0            | Публикум Цеље       |
| 2015/16 | Марибор          | 2-2 [7-6 пен]  | Публикум Цеље       |
| 2016/17 | Домжале          | 1-0            | Олимпија Љубљана    |
| 2017/18 | Олимпија Љубљана | 6-1            | Алумимиј Кидричево  |
| 2018/19 | Олимпија Љубљана | 2-1            | Марибор             |
| 2019/20 | Мура             | 2-0            | Нафта 1903          |
| 2020/21 | Олимпија Љубљана | 2-1            | Публикум Цеље       |
| 2021/22 | Копар            | 3-1            | Браво               |
| 2022/23 | Олимпија Љубљана | 2-1 (п.п)      | Марибор             |
| 2023/24 | Рогашка          | 1-1 [6-5 пен]  | Горица              |
| 2024/25 | Публикум Цеље    | 4-0            | Копар               |